# Eniola Aluko

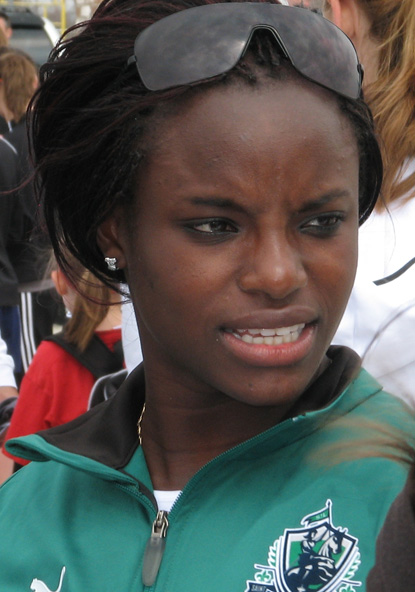
Eniola Aluko, april 2009.

Eniola Aluko, född den 21 februari 1987 i Lagos, är en engelsk fotbollsspelare (anfallare) som representerar klubben Chelsea LFC och det engelska landslaget.
Hon var en del av den engelska truppen under VM i Kanada år 2015. Hon fick speltid i tre av lagets matcher under turneringen.
Aluko gjorde sin debut i landslaget i en match mot Nederländerna den 18 september 2004. Hon har spelat 94 landskamper och gjort 32 mål för England.